# Praktnejlikfly
Praktnejlikfly, Hadena confusa är en fjärilsart som beskrevs av Johann Siegfried Hüfnagel 1766. Praktnejlikfly ingår i släktet Hadena och familjen nattflyn, Noctuidae. Enligt den svenska rödlistan är arten nära hotad, NT, i Sverige. Arten har  en livskraftig, LC, population i Finland.  I Sverige har praktnejlikfly påträffats från Skåne och norrut till Jämtland, Ångermanland och Västerbotten. Inga underarter finns listade i Catalogue of Life.

## Bildgalleri

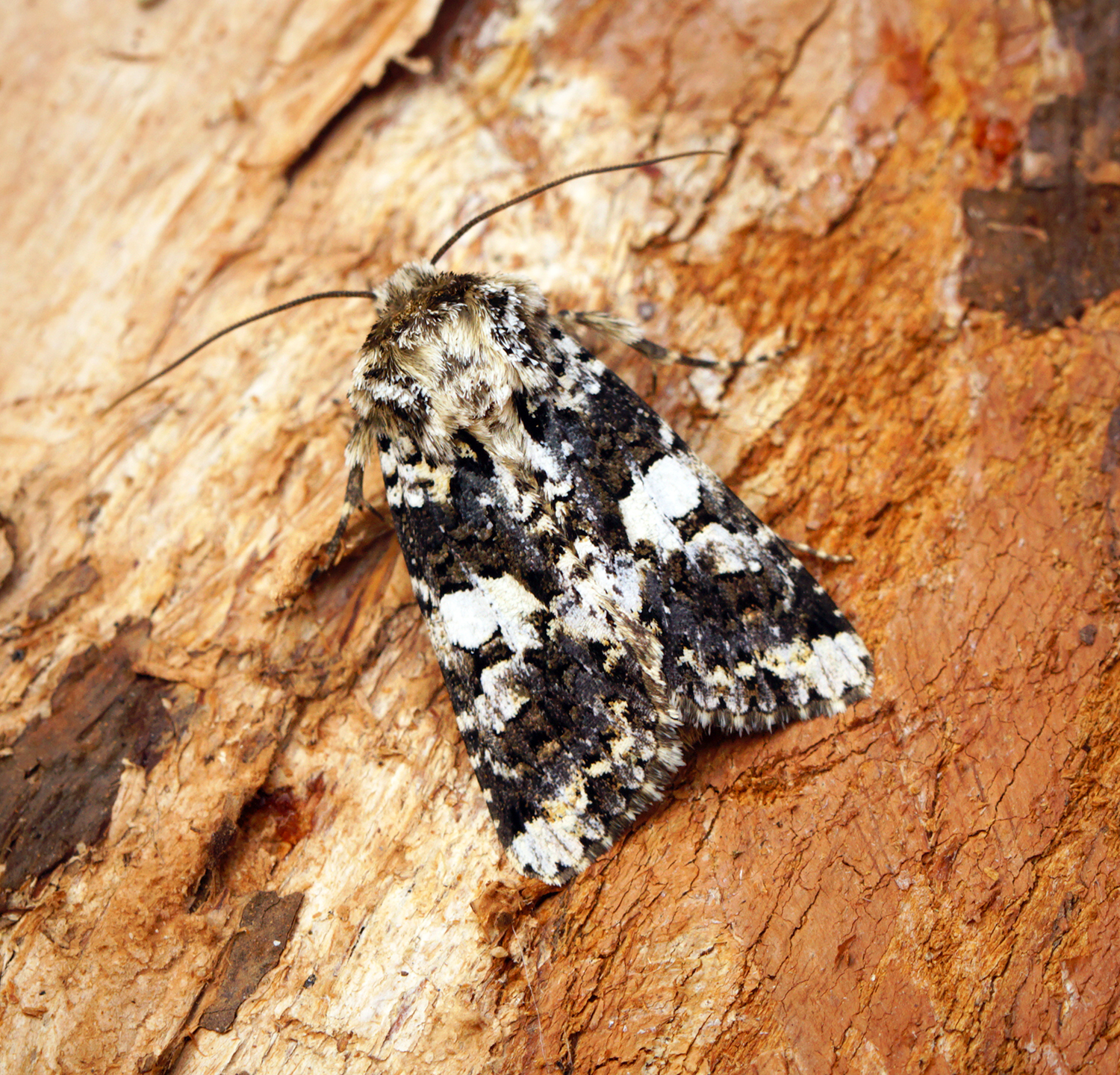
Imago fjäril
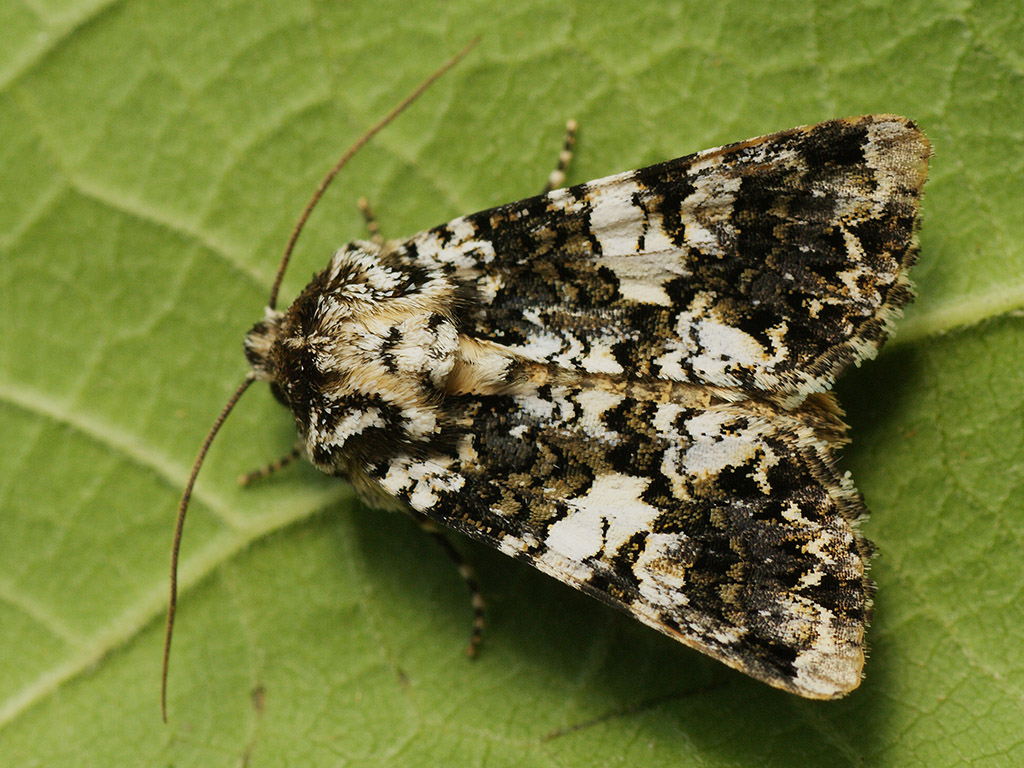
Imago fjäril
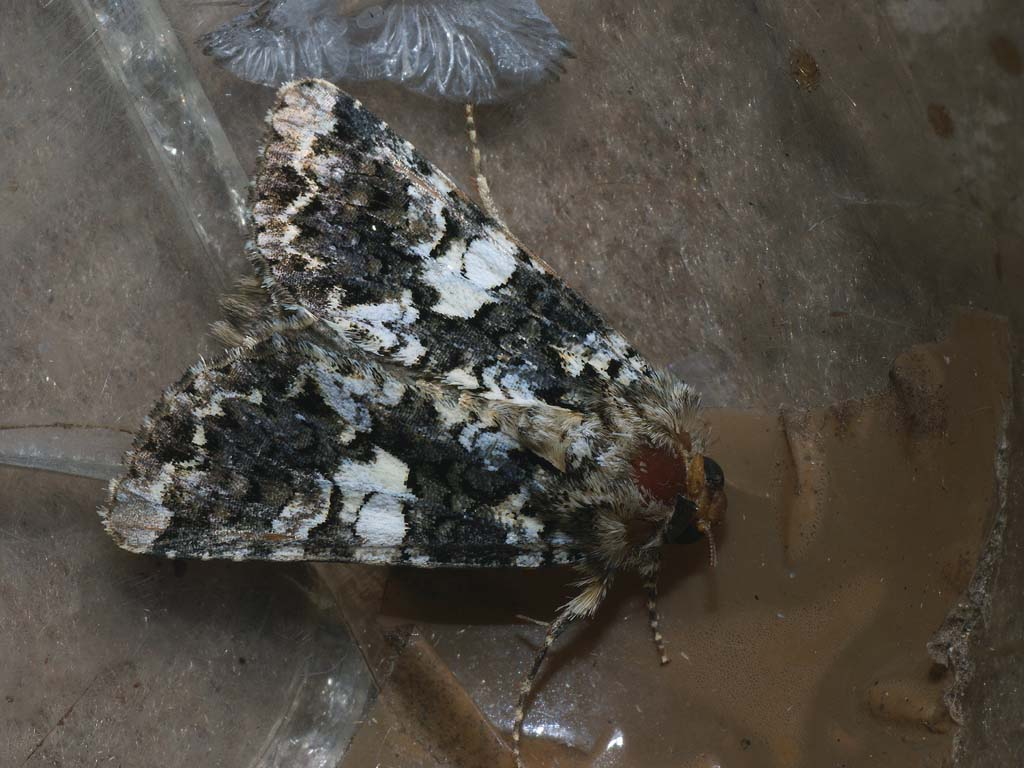
Imago fjäril
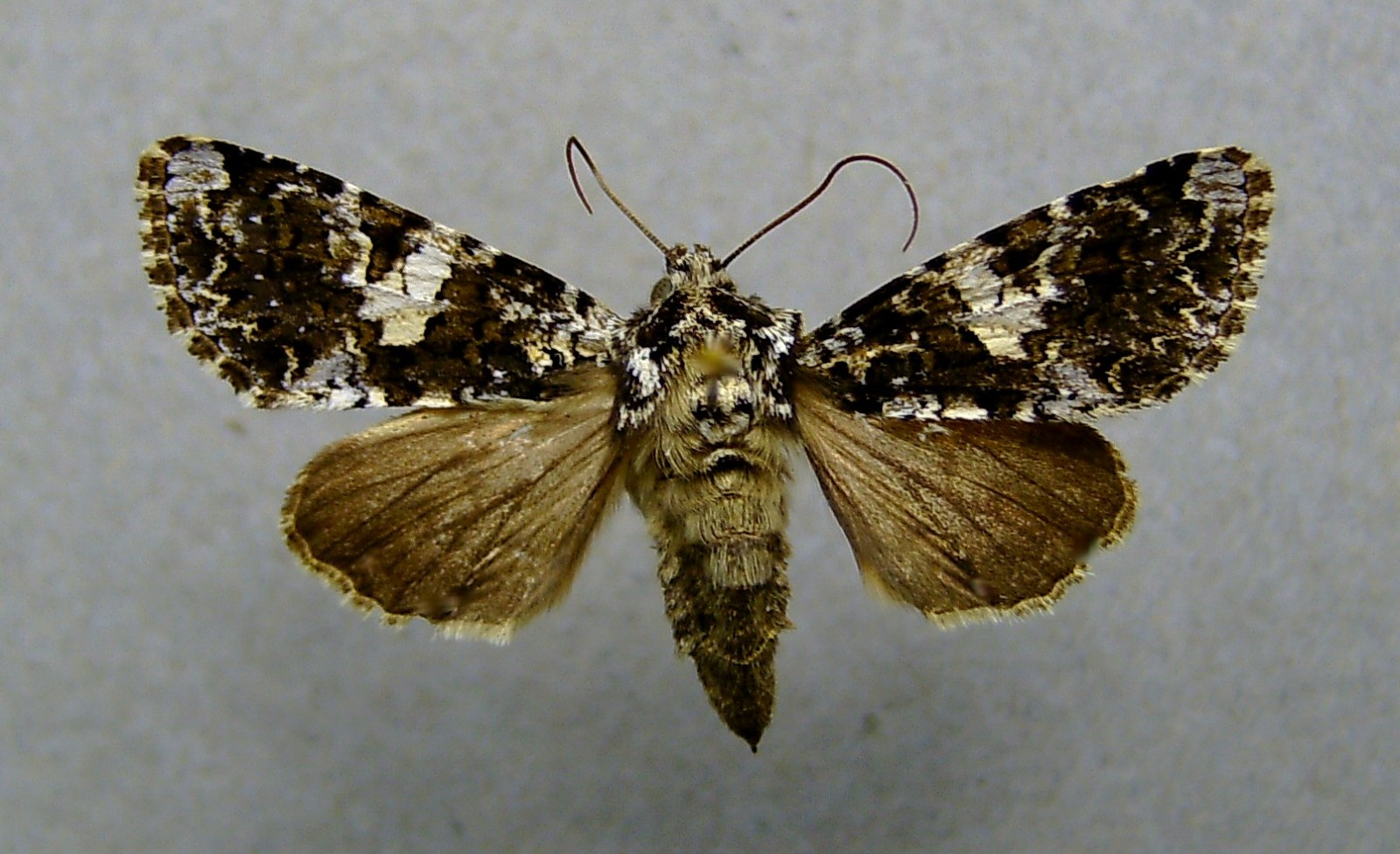
Preparerad (uppnålad) imago fjäril.